# Seznam geodetů
Toto je seznam geodetů (zeměměřičů).

## Historické osobnosti
- Eratosthenés z Kyrény, Řecko
- Pythagoras, Řecko
- Idrisi, Arábie
- Posidonius, Řecko
- Almamum, Arábie
- George Biddell Airy, Velká Británie
- Theodor Albrecht, Německo
- Peter Anich, Rakousko
- Johann Jacob Baeyer, Německo
- Friedrich Wilhelm Bessel, Německo
- Ruggero Giuseppe Boscovich, Itálie
- Pierre Bouguer, Francie
- E. H. Bruns, Německo
- Alexis Claude Clairaut, Francie
- Alexander Ross Clarke, Velká Británie
- Jean-Baptiste Delambre, Francie
- Christian Doppler, Rakousko
- Lorand Eötvos, Maďarsko
- Leonhard Euler, Německo
- George Everest, Velká Británie
- Carl Friedrich Gauss, Německo
- John Fillmore Hayford, Spojené státy americké
- Jan Amos Komenský, Habsburská monarchie
- Friedrich Robert Helmert, Německo
- Johann Heinrich Lamber, Německo
- Joseph-Louis Lagrange, Francie
- Pierre-Simon Laplace, Francie
- Joseph Liesganig, Rakousko
- Antonio Marussi, Itálie
- František Müller, Rakousko-Uhersko
- Isaac Newton, Velká Británie
- František Novotný, Rakousko-Uhersko
- Georg von Reichenbach, Německo
- Alexander Ross, Velká Británie
- W. Snellius, Nizozemsko
- Johann Georg von Soldner, Německo
- George Gabriel Stokes, Velká Británie
- M. A. Tissot, Francie

## Cca 1900-1980

### Čechy a Československo
- František Boguszak
- Josef Böhm
- Emil Buchar
- František Čechura
- Karel Kořistka
- Josef Křovák
- František Kuska
- Václav Morch
- František Novotný
- Vladimír Radouch
- Josef Ryšavý
- Václav Šanda
- Petr Vaníček
- Josef Vykutil
- Miroslav Hrdlička

### Holandsko
- Willem Baarda

### Německo
- Erwin Groten
- W. Jordan
- Max Kneissl
- Rudolf Sigl
- H.G. Wenzel
- Helmut Wolf

### Švýcarsko
- R. Finderwalder
- F. Kobold
- Theodor Niethammer
- H. H. Schmid
- Heinrich Wild

### Rakousko
- Friedrich Hopfner
- Karl Ledersteger
- Peter Meissl
- Helmut Moritz
- Karl Rinner

### Finsko
- Weikko A. Heiskanen
- L. Tanni

### Velká Británie
- Martin Hotine

### Rusko
- Feodosij Nikolaevič Krasovskij (Феодосий Николаевич Красовский, 1878—1948)
- Michail Sergejevič Moloděnskij (Михаил Сергеевич Молоденский, 1909-1991)

### Francie
- Adrien-Marie Legendre
- Jean-Jacques Levallois

### Spojené státy americké
- Guy Bomford
- Yoshihide Kozai

### Bulharsko
- V. K. Hristov

## Cca 1980-2005
- Jozsef Adam, Maďarsko
- D. Arabelos, Řecko
- V. Ashkenazi, Velká Británie
- E. Ayhan, Turecko
- Gerhard Beutler, Švýcarsko
- Y. Bock, Spojené státy americké
- C. Boucher, Francie
- William Bowie, Spojené státy americké
- Tim A. Clark, Spojené státy americké
- Kresimir Colic, Chorvatsko
- Veronique Dehant, Belgie
- A. Detreköi, Maďarsko
- Fermann Drewes, Německo
- Martine Feissel, Francie
- R. Forsberg, Dánsko
- Erik Grafarend, Německo
- Günter Hein, Německo
- H. Henneberg, Venezuela
- R. Hipkin, Velká Británie
- Petr Holota, Česko
- Harold Jeffreys, Německo
- Christopher Jekeli, Spojené státy americké
- Istvan Joo, Maďarsko
- Hans-Gert Kahle, Švýcarsko
- Heribert Kahmen, Německo / Rakousko
- Juhani Kakkuri, Finsko
- Gottfried Konecny, Německo
- Jan Kostelecký, Česko
- Karl Kraus, Německo / Rakousko
- J. J. Kukkamäki, Finsko
- I. Kumkova, Rusko
- Kurt Lambeck, Austrálie
- Klaus Linkwitz, Německo
- I. Marson, Itálie
- P. P. Medvedev, Rusko
- Leoš Mervart, Česko
- Marcel Mojzes, Slovensko
- Ivan Mueller, Spojené státy americké
- Karl Ramsayer, Německo
- R. H. Rapp, Spojené státy americké
- Chris Rizos, Austrálie
- Rainer Rummel, Německo
- Markus Rothacher, Švýcarsko/Německo
- F. Sansò, Itálie
- Klaus-Peter Schwarz, Kanada
- Günther Seeber, Německo
- Michael Sideris, Spojené státy americké
- L. E. Sjöberg, Švédsko
- Hans Sünkel, Rakousko
- S. Takemoto, Japonsko
- L. Tanni, Německo
- Wolfgang Torge, Německo
- C. C. Tscherning, Dánsko
- I. Tziavos, Řecko
- Petr Vaníček, Kanada
- Georges Veis, Řecko
- Felix Andries Vening Meinesz, Nizozemsko
- Jan Vondrak, Česko
- Pavel Vyskocil, Česko
- J. Wahr, Spojené státy americké
- Antonín Zeman, Česko
- Y. Zhang, Čína
- Martin Štroner, Česko

## Seznam osobností -geodetů, kteří se proslavili i v jiných oborech a oblastech
- George Washington (1732 – 1799) - první president USA[1]
- Abraham Lincoln (1809 – 1865) - 16. president USA
- Alois Eliáš (1890 – 1942) - český voják, politik a předseda vlády tak zvaného protektorátu mezi léty 1939 a 1941 za svou odbojovou činnost nacisty zavražděný, tak zvanou (tedy protiprávní) popravou
- Zdena Mašínová starší (1907 - 1956) - manželka Josefa Mašína a matka Josefa, Ctirada a Zdeny Mašínových a první ženská absolventka oboru geodesie na ČVUT

## Fiktivní zeměměřiči
- Old Shatterhand - hrdina dobrodružných knih Karla Maye
- zeměměřič K. - hlavní hrdina románu Franze Kafky Zámek